# ナムサック県
ナムサック県（ナムサックけん、ベトナム語：Huyện Nam Sách / 縣南策?）は、ベトナム社会主義共和国ハイズオン省の県である。面積は109.02 km²、人口は167,089人（2018年）である。ハイズオン市のすぐ北に位置する。